# Skeleton-America’s-Cup 2005/06
Der Skeleton-America’s-Cup 2005/06 war eine von der Fédération Internationale de Bobsleigh et de Tobogganing (FIBT) veranstaltete Rennserie, die zum sechsten Mal ausgetragen wurde und zum Unterbau des Weltcups gehört. Der Wettbewerb bestand zum dritten Mal in Folge aus sechs Saisonrennen in den USA und Kanada.

## Männer

### Veranstaltungen
| Datum             | Ort         | Sieger         | Zweiter        | Dritter         |
| ----------------- | ----------- | -------------- | -------------- | --------------- |
| 3. November 2005  | Lake Placid | Mike Cline     | Yūki Nozawa    | Michael Douglas |
| 4. November 2005  | Lake Placid | Mike Cline     | Yūki Nozawa    | Matthew Antoine |
| 16. November 2005 | Park City   | Chris Hedquist | Jon Montgomery | Yūki Nozawa     |
| 17. November 2005 | Park City   | Chris Hedquist | Jon Montgomery | Keith Loach     |
| 24. November 2005 | Calgary     | Chris Hedquist | Jon Montgomery | Michael Douglas |
| 25. November 2005 | Calgary     | Chris Hedquist | Jon Montgomery | Keith Loach     |

### Einzelwertung
| Platz | Sportler       | Land               | Punkte |
| ----- | -------------- | ------------------ | ------ |
| 1     | Yūki Nozawa    | Japan              | ?      |
| 2     | Keith Loach    | Kanada             | ?      |
| 3     | Chris Hedquist | Vereinigte Staaten | ?      |

## Frauen

### Veranstaltungen
| Datum             | Ort         | Siegerin         | Zweite             | Dritte             |
| ----------------- | ----------- | ---------------- | ------------------ | ------------------ |
| 3. November 2005  | Lake Placid | Natasha Ellison  | Jody Barton        | Felicia Canfield   |
| 4. November 2005  | Lake Placid | Natasha Ellison  | Felicia Canfield   | Kim Krolewski      |
| 16. November 2005 | Park City   | Felicia Canfield | Mackenzie Flanders | Natasha Ellison    |
| 17. November 2005 | Park City   | Natasha Ellison  | Felicia Canfield   | Sarah Reid         |
| 24. November 2005 | Calgary     | Amy Gough        | Sarah Reid         | Natasha Ellison    |
| 25. November 2005 | Calgary     | Amy Gough        | Sarah Reid         | Mackenzie Flanders |

### Einzelwertung
| Platz | Sportlerin       | Land               | Punkte |
| ----- | ---------------- | ------------------ | ------ |
| 1     | Natasha Ellison  | Kanada             | ?      |
| 2     | Felicia Canfield | Vereinigte Staaten | ?      |
| 3     | Sarah Reid       | Kanada             | ?      |